# Théorème de Fisher-Tippett-Gnedenko

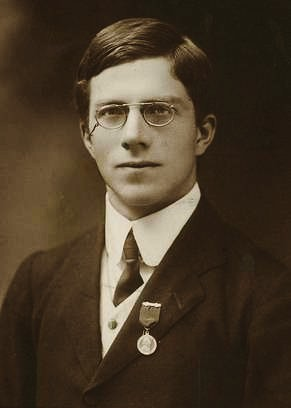
Ronald Fisher, Leonard Tippett et Boris Gnedenko sont les mathématiciens qui ont formulé conjointement le théorème de Fisher-Tippett-Gnedenko, également connu sous le nom de théorème de la limite centrale extrême. Ce théorème est largement utilisé en statistiques pour modéliser les distributions de probabilité des valeurs extrêmes dans des séries temporelles, des processus stochastiques et d'autres phénomènes naturels. Leur travail a été reconnu comme l'une des contributions les plus importantes à la théorie des probabilités du XXe siècle.

En statistiques, le théorème de Fisher–Tippett–Gnedenko (aussi connu sous le nom de théorème de Fisher–Tippett ou théorème de la valeur extrême) est un résultat général en théorie des valeurs extrêmes relatif à la distribution asymptotique des statistiques d'ordre extrêmes. Le maximum d'un échantillon de variables aléatoires iid après renormalisation ne peut converger en loi que vers 3 types de loi : la loi de Gumbel, la loi de Fréchet, ou la loi de Weibull. On attribue ce résultat à Boris Vladimirovitch Gnedenko (1948), bien que de précédentes versions aient été énoncées par Ronald Aylmer Fisher et Leonard Henry Caleb Tippett et 1928, et par René Maurice Fréchet en 1927.
Le rôle du théorème des valeurs extrêmes pour le maximum est similaire à celui du théorème central limite pour les moyennes, à ceci près que le théorème central limite s'applique sur la moyenne d'un échantillon de n'importe quelle loi ayant une variance finie, alors que le théorème de Fisher-Tippet-Gnedenko énonce que si la loi d'un maximum normalisé converge, alors sa limite ne peut être qu'un certain type de loi. En outre, ce théorème n'énonce pas que la loi d'un maximum normalisé converge.

## Énoncé
Soit {\displaystyle X_{1},X_{2}\ldots ,X_{n}\ldots } une séquence de variables indépendantes et identiquement distribuées et {\displaystyle M_{n}=\max\{X_{1},\ldots ,X_{n}\}}. Si une séquence de paires de nombres réels {\displaystyle (a_{n},b_{n})} existe telle que {\displaystyle a_{n}>0} et
{\displaystyle \lim _{n\to \infty }P\left({\frac {M_{n}-b_{n}}{a_{n}}}\leq x\right)=F(x)},
où {\displaystyle F} est une fonction de distribution non dégénérée, alors la distribution limite {\displaystyle F} appartient à la famille des lois de Gumbel, des lois de Fréchet, ou des lois de Weibull. Ces familles peuvent être regroupées dans la classe des lois d'extrêmum généralisées.